# Grad Gradenek
Razvaline gradu Gradenek so ruševine višinskega gradu v občini Lepo Polje/Liebenfels na Koroškem (Avstrija). Lokacija je približno 10 km zahodno od glavnega mesta okrožja Šentvida ob Glini.
Manjši grajski kompleks, ki že propada, se nahaja približno 300 metrov nad Dolino reke Gline na nizkem, skalnatem vrhu hriba.

## Opis gradu
Jedro kompleksa je ogromni romanski bergfrid, okoli katerega je več gospodarskih poslopij iz 14./15. stoletja. Na zahodu, ločeno od gospodarskega kompleksa, je trinadstropn palas. Stavba, ki izvira iz prve gradbene faze, je bila zgrajena v 16. stoletju izdatno prezidana, razširili in opremili so jo z marmornimi okvirji oken in vrat. Grad ima obzidje iz 15. stoletja. V severovzhodnem kotu tega ograjenega prostora je majhen kotni stolp. Dostop do gradu je bil tudi s severne strani, kjer je zavarovan s precejšnjim jarkom.

## Zgodovina
Prva dokumentirana omemba gradu je iz 27. maja 1192, ki omenja Rudlandusa de Gradnich kot ministeriala koroškega vojvode. Pripadal je rodbini gospodov Gradeneških. Takrat se je prvič pojavilo slovensko ime gradu Gradnich. Gospodje Gradeneški so po izročilu, o katerem poroča tudi Valvasor, imeli legendarno dedno pravico, da dokler je novi koroški vojvoda ob svoji postavitvi sedel na kamnitem vojvodskem stolu na Gosposvetskem polju, imeli pravico kositi travo na tujih zemljiščih po Koroškem. Čeprav ta pravica ni dokumentirana, kaže na to, da so bili Gradeneški med najuglednejšimi ministerialnimi rodbinami na tedanjem Koroškem. Zadnji predstavnik te rodbine na Gradeneku je bil Rajnpreht Gradeneški, ki je umrl leta 1436.
Leta 1463 je grad posedoval gospod Krištof Ungnad iz Sonneka; leta 1553 pa Andrej Mordax. Leta 1566 je Volf Ditrih baron Thannhausenski s poroko postal grajski gospod. Leta 1578 je Gradenek pripadal baronici Valburgi Egkh-Hungersbaški. Leta 1631 je Pavel baron Khevenhüller, ki se je bil prisiljen izseliti kot protestant, prodal grad baronu Antonu starejšemu J. Grotteneškemu.  Leta 1644 je Gradenek kupil Ivan David Seenuss zu Pach od Salome Grotteneške. Njegovi potomci so posest leta 1674 podarili Francu baronu Aschau. Umrl je leta 1680 in bil pokopan v cerkvi v Gradeneku. Tam je še ohranjen njegov nagrobnik. Leta 1686 je njegova vdova Suzana-Katarina predala grad svojima hčerkama, Mariji-Benigna baronici Radowski in Mariji Tereziji baronici Lang. Kmalu zatem je kompleks začel propadati. 
Leta 1732 je posestvo kupil Janez Anton Osvald grof Goess. Hud potres leta 1796 je polruševine še dodatno poškodoval. Družina Goess je posest obdržala do leta 1936, ko jo je prodala Romanu Mulleju, lastniku gostilne Grüner Baum v Šentvidu ob Glini. Njegovi potomci si še danes lastijo ruševine.
Koroški zgodovinar Franz Xaver Kohla poroča, da so leta 1787 v bližini ali v gradu našli rimske bakrene in srebrnike. Kohla omenja tudi stare rudnike.
Grad je močno poškodoval hud potres leta 1796 in grad je potem služil le še kot hlev in gospodarsko poslopje. Danes izgubljena risba umetnika Markusa Pernharta kaže, da je imel grad okoli leta 1870 še vse strehe, a je že propadal.

## Spletne povezave
- Gradenegg

- Burg Gradenegg